# Frontière entre l'Idaho et l'État de Washington

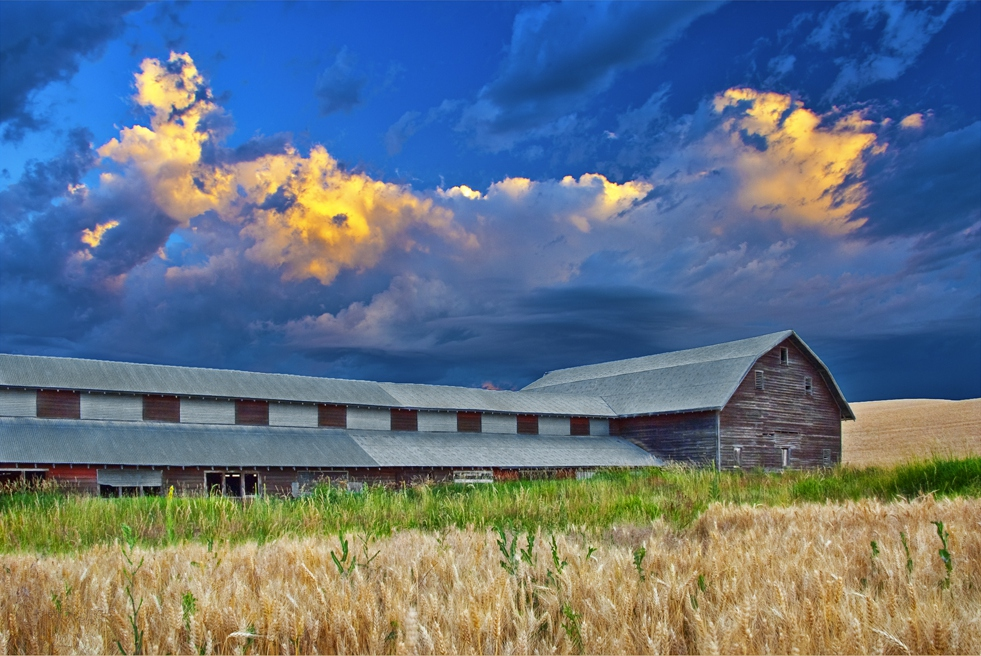
Une grange proche de la frontière, dans la région de Palouse.

La frontière entre l'État de Washington et l'Idaho est une frontière intérieure des États-Unis délimitant les territoires de l'État de Washington à l'ouest et l'Idaho à l'est.
Son tracé suit le 117e méridien ouest depuis la frontière internationale américano-canadienne au nord sur environ 286 km jusqu'au niveau de la confluence des rivières Clearwater et Snake. Elle suit ensuite sur environ 60 km la Snake jusqu'au niveau du 46e parallèle nord et le tripoint avec l'Oregon au sud.